# Liste des musées de la pomme de terre
Cette page liste les musées de la pomme de terre dans le monde.
- Allemagne :
  - Deutsches Kartoffelmuseum à Fußgönheim (Rhénanie-Palatinat) ;
  - Das Kartoffel-Museum (Le musée de la pomme de terre) à Munich (Bavière)[1] ;
  - Vorpommersches Kartoffelmuseum à Tribsees (Mecklembourg-Poméranie-Occidentale).

- Belgique :
  - Musée vivant de la pomme de terre à Genappe (Brabant wallon) ;
  - Musée de la frite à Bruges (Flandre-Occidentale)[2] ;
  - Home Frit home à Bruxelles ;
  - Musée de la Frite de Bruxelles[3].

- Canada :
  - Musée de la pomme de terre de  l’Île-du-Prince-Édouard à O'Leary, Île-du-Prince-Édouard[4].

- Danemark :
  - Danmarks kartoffelmuseum (Musée de la pomme de terre du Danemark) à Otterup (Fionie)[5].

- Italie :
  - Museo della patata (Musée de la pomme de terre) à Budrio (Émilie-Romagne)[6].

- États-Unis :
  - Potato Museum à Albuquerque dans le Nouveau-Mexique ;
  - Idaho Potato Museum à Blackfoot (Idaho)[7].

- France :
  - Moulin Gentrey à Harsault dans le département des Vosges.